# Estrella Roja Fútbol Club
L'Organización Estrella Roja Fútbol Club è stata una società calcistica venezuelana con sede a Caracas.
Fondato il 14 settembre 2004 dalla famiglia Mora, il club militò tra il 2007 e il 2009 nella Primera División Venezolana e tra il 2009 e il 2012 nella Segunda División Venezolana, finché a causa della totale mancanza di sostegni economici venne sciolto nel 2014.
L'Estrella Roja Fútbol Club fu un progetto civico-militare appoggiato dalla Fuerza Armada Nacional Bolivariana.

## Stadio
Il club utilizzava come campo da gioco l'Estadio Brígido Iriarte, dedicato al venezuelano Brígido Iriarte, specialista di salto in lungo e salto con l'asta. 
Lo stadio è composto da un campo da calcio e da una pista di atletica ed ha una capacità di 10000 posti. Nel 2005 venne rinnovata la superficie sintetica della pista di atletica con un investimento di 4 milioni di dollari statunitensi.

## Rosa 2008/2009
| N. |                      | Ruolo | Calciatore         |
| -- | -------------------- | ----- | ------------------ |
|    | Venezuela (bandiera) | P     | Ronald Garcés      |
|    | Venezuela (bandiera) | P     | Maurizio Lazzaro   |
| 1  | Venezuela (bandiera) | P     | Ricardo Mammarella |
|    | Venezuela (bandiera) | P     | Alfredo Pernalete  |
|    | Venezuela (bandiera) | P     | Alejandro Rivas    |
|    | Argentina (bandiera) | D     | Demián Acuña       |
|    | Venezuela (bandiera) | D     | Ender Bsabe        |
|    | Venezuela (bandiera) | D     | Elio Blanco        |
|    | Venezuela (bandiera) | A     | Edgar Boada        |
|    | Venezuela (bandiera) | D     | Francisco Chávez   |
|    | Venezuela (bandiera) | D     | Adrián Gomez       |
|    | Venezuela (bandiera) | D     | Rafael Lobo        |
|    | Venezuela (bandiera) | A     | John Mantilla      |
|    | Venezuela (bandiera) | D     | Maiker Castillo    |
|    | Venezuela (bandiera) | D     | N°rman Miranda     |
|    | Venezuela (bandiera) | D     | Pedro Milán        |

| N. |                      | Ruolo | Calciatore         |
| -- | -------------------- | ----- | ------------------ |
|    | Venezuela (bandiera) | D     | Carlos Moreno      |
|    | Colombia (bandiera)  | D     | Jamilson Urtado    |
|    | Venezuela (bandiera) | C     | Pavel Mora         |
|    | Venezuela (bandiera) | C     | Guillermo Octavio  |
|    | Venezuela (bandiera) | A     | Wilkinson Rivas    |
|    | Venezuela (bandiera) | C     | Jonazionehan Rueda |
|    | Venezuela (bandiera) | C     | Louis Sarmiento    |
|    | Venezuela (bandiera) | C     | William Vargas     |
|    | Venezuela (bandiera) | A     | Richard Blanco     |
|    | Venezuela (bandiera) | A     | Lainderson Díaz    |
|    | Venezuela (bandiera) | A     | Elliecer Maturana  |
|    | Venezuela (bandiera) | A     | Omar Mora          |
|    | Venezuela (bandiera) | A     | José Parada        |
|    | Brasile (bandiera)   | A     | Eldeney Sotelo     |
|    | Colombia (bandiera)  | A     | Yasid Zapata       |